# Borok (rejon niekouzski)
Borok (ros. Борок) – osiedle w Rosji, w obwodzie jarosławskim, w rejonie niekouzskim. W 2010 liczyło 1870 mieszkańców.